# Wyomingopteryx
"Wyomingopteryx" (que significa "ala de Wyoming") es un nombre informal para un género de pterosaurio. Nunca ha sido descrito, y sólo ha sido mencionado en una descripción de una pintura de los animales de la formación Morrison por Pat Redman, en una publicación de 1994 hecha por Robert Bakker. Aparte de su localización en la formación Morrison, que le daría una edad del Jurásico Superior, su hallazgo en Wyoming (Estados Unidos) y su reconstrucción como un pterodactiloide, nada más se sabe acerca de este animal.